# La Paz (Colonia)
La Paz és una població del departament de Colonia, al sud-oest de l'Uruguai. Es troba sobre la ruta 52, 2,5 quilòmetres al sud de la ruta 1. S'ubica 5 quilòmetres al sud-oest de Colonia Valdense i 9 quilòmetres al sud-oest de Nueva Helvecia.

## Població
Segons les dades del cens de l'any 2004, La Paz tenia 653 habitants.
| Any  | Població |
| ---- | -------- |
| 1963 | 535      |
| 1975 | 542      |
| 1985 | 544      |
| 1996 | 644      |
| 2004 | 653      |

Font: Institut Nacional d'Estadística de l'Uruguai